# Rostgumpad hedsmyg
Rostgumpad hedsmyg (Hylacola pyrrhopygia) är en fågel i familjen taggnäbbar inom ordningen tättingar.

## Utseende
Rostgumpad hedsmyg är en liten fågel med lång stjärt som hålls rest. Ovansidan är ljusbrun och undersidan vitaktig. Vidare har den ett tydligt ljus ögonbrynsstreck, rödbrun övergump, en liten vit handbasfläck och tunna mörka streck på bröstet. Liknande malleehedsmygen har en större vit vingfläck, mer svart i vingen och mörkare ben.

## Utbredning och systematik
Rostgumpad hedsmyg delas upp i tre underarter:
- H. p. pyrrhopygia – sydöstra Australien (sydostligaste Queensland till sydöstra South Australia)
- H. p. parkeri – bergskedjan Mount Lofty i South Australia
- H. p. pedleri – Southern Flinders Ranges i South Australia

### Släktestillhörighet
Vissa inkluderar arterna i Hylacola i Calamanthus.

## Levnadssätt
Rostgumpad hedsmyg hittas i tätvuxna hedar och buskmarker. Där födosöker den tystlåtet på marken eller inne i tät vegetation och kan därför vara mycket svår att få syn på.

## Status och hot
Arten har ett stort utbredningsområde, men tros minska i antal, dock inte tillräckligt kraftigt för att den ska betraktas som hotad. Internationella naturvårdsunionen IUCN listar arten som livskraftig (LC).